# Rekha Kumari Jha
 (décembre 2019).
Pour les articles homonymes, voir Jha.
Rekha Kumari Jha est une femme politique népalaise et membre de la Chambre des représentants du Parlement fédéral du Népal,,. Elle est une élue du CPN UML selon le système de représentation proportionnelle occupant le siège réservé aux femmes et aux groupes madhesi. 